# Ciclova Română
Ciclova Română is een Roemeense gemeente in het district Caraș-Severin.
Ciclova Română telt 1600 inwoners.